# Ammonoosuc River
Der Ammonoosuc River ist ein linker Nebenfluss des Connecticut River im US-Bundesstaat New Hampshire.
Der Ammonoosuc River hat seinen Ursprung in den Lakes of the Clouds am Westhang des Mount Washington in den White Mountains. Die Mount Washington Cog Railway verläuft entlang seinem Oberlauf nach Bretton Woods.
Der Ammonoosuc fließt weiter in westlicher Richtung durch die Town of Carroll nach Bethlehem Junction. Anschließend wendet er sich nach Norden und fließt nach Littleton, um danach mit Kurs Südwest an Lisbon und Bath vorbeizufließen und schließlich bei Woodsville in der Town of Haverhill in den Connecticut River zu münden. Größere Nebenflüsse sind Little River, Gale River und Wild Ammonoosuc River.
Der Ammonoosuc River hat eine Länge von etwa 96 km. Sein Einzugsgebiet umfasst 1011 km².

## Fauna
Im Ammonoosuc River werden jährlich folgende Fischarten ausgesetzt: Atlantischer Lachs, Regenbogenforelle, Bachsaibling und Forelle.

## Gedeckte Brücken
Gedeckte Brücken am Ammonoosuc River:
- Bath Bridge, in Bath, 1832 erbaut[5]
- Bath-Haverhill Bridge, in Haverhill kurz vor der Mündung, 1829 erbaut[6]

## Wasserkraftanlagen
Am Apthorp Dam in Littleton befindet sich ein Wasserkraftwerk mit einer Leistung von 0,60 MW.